# Katzbach (Königsberg)
Die Katzbach war der Abfluss des Königsberger Schlossteichs.
Als Mühlenfließ floss sie über den Mühlenberg zum Pregel. Um dort drei Mühlen betreiben und Fische züchten zu können, hatte der Deutsche Orden die Katzbach durch einen Damm aufgestaut. Sie wurde 1903 kanalisiert.